# Вестверк

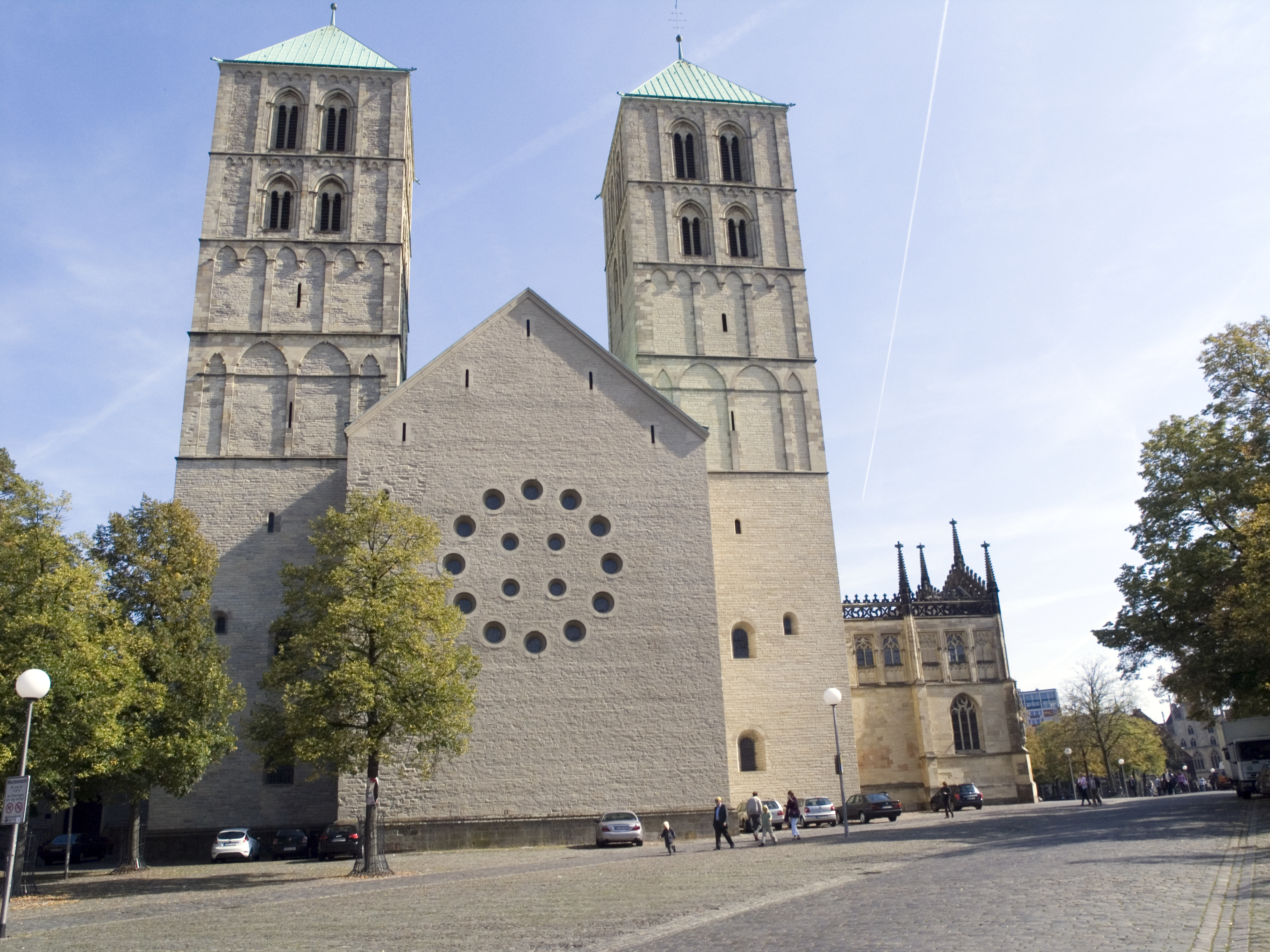
Вестверк Мюнстерского собора

Вестверк (нем. Westwerk) — монументальный западный фасад церквей, расположенный перпендикулярно главному нефу. Вестверки характерны для церквей эпохи Каролингов, Оттонидов и церквей, построенных в романском стиле. Вестверк, как правило, состоит из основной башни и одной или двух примыкающих башен. В вестверке находится главный церковный портал и хоры.
Обычно вестверк имеет вид мощного крепостного сооружения. Часто в вестверке располагается алтарь Архангела Михаила — борца с силами зла.
Первые вестверки появились в Сирии. Старейшим из известных вестверков является вестверк церкви в аббатстве Сен-Рикье возле Амьена во Франции. Старейший вестверк в Германии находится в аббатстве Корвей. На фресках IX века внутри вестверка изображены сцены из «Одиссеи». Король, а позднее — император и его свита поселялись в вестверк при посещении аббатства Корвей во время своих поездок по стране.

## Галерея

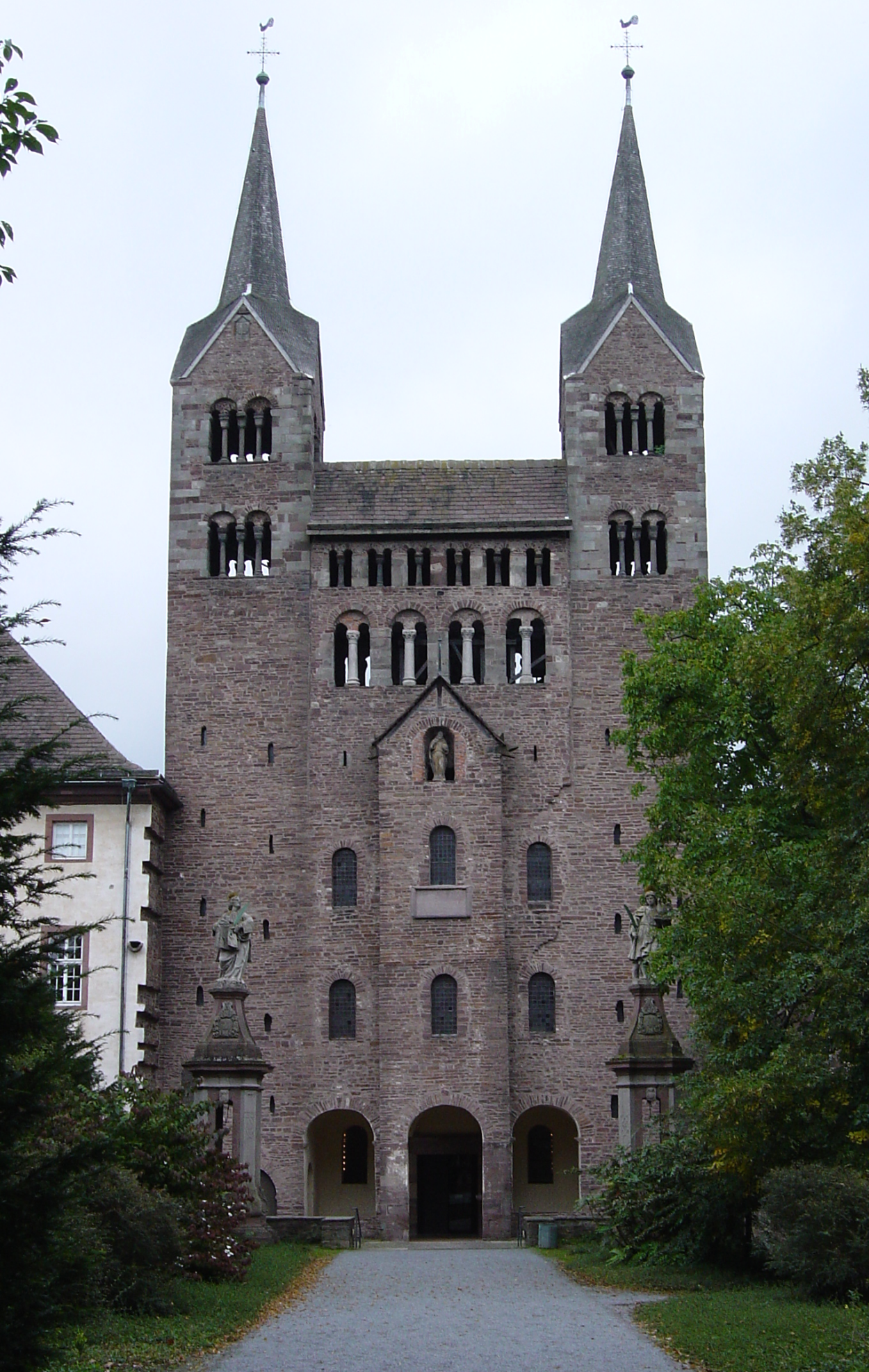
Корвейское аббатство
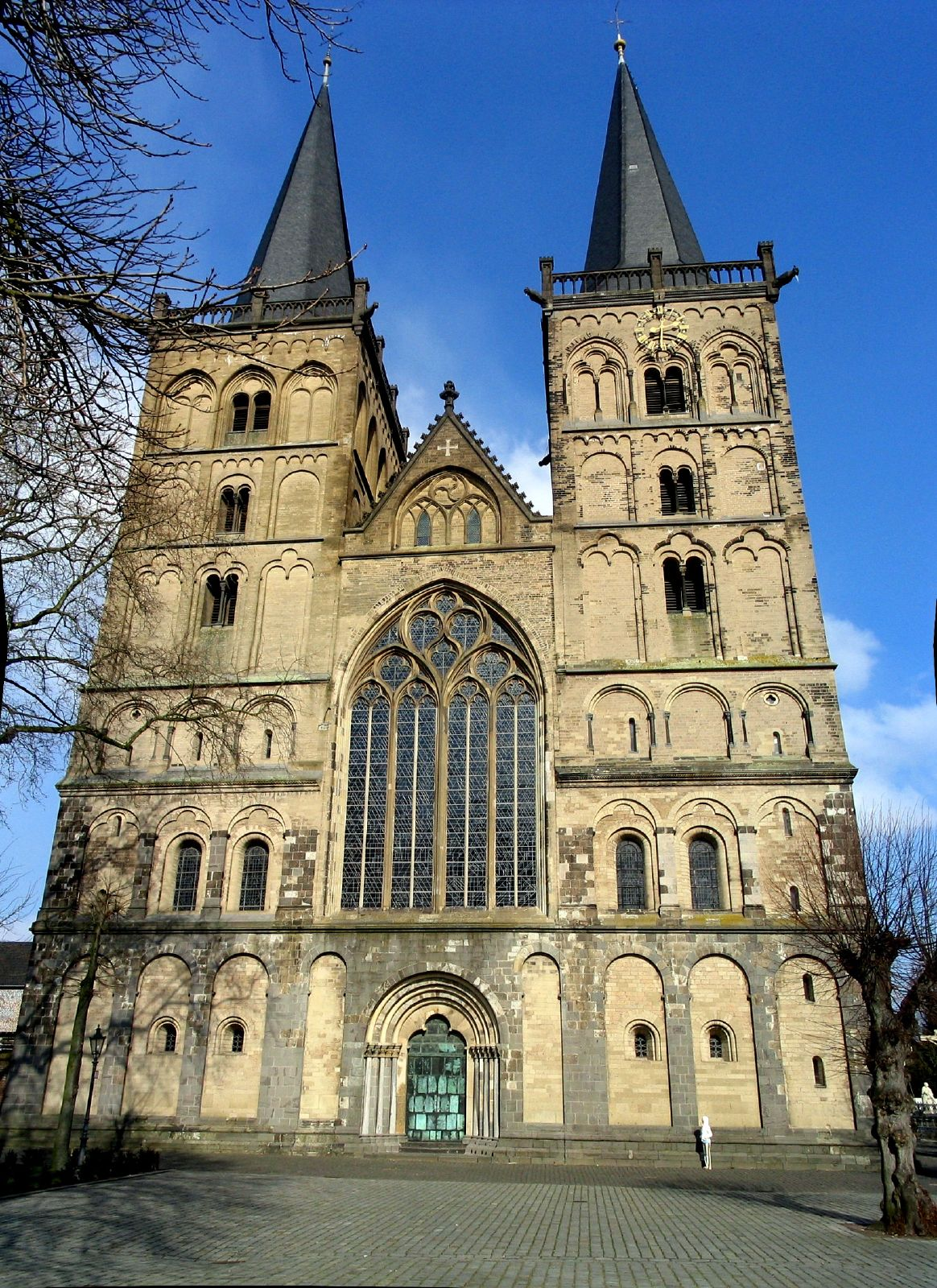
Ксантенский собор
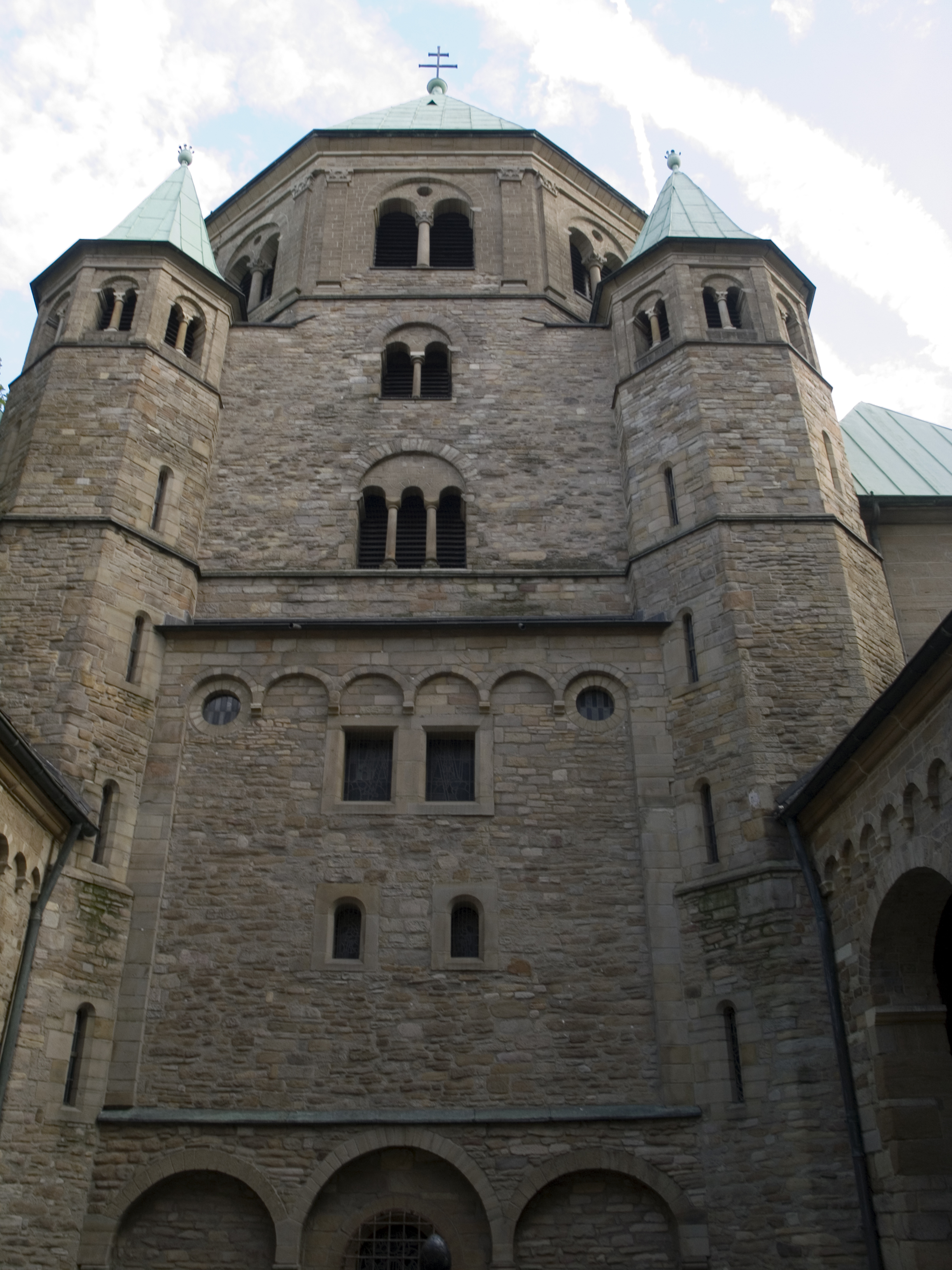
Эссенский собор
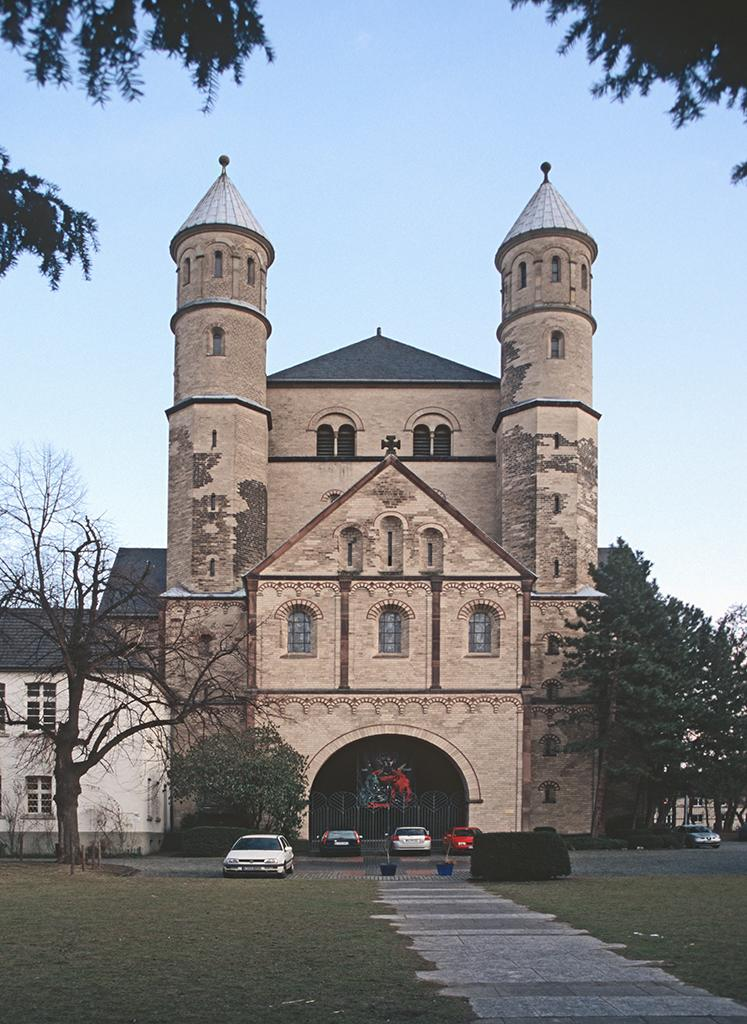
Церковь Святого Пантелеймона в Кёльне
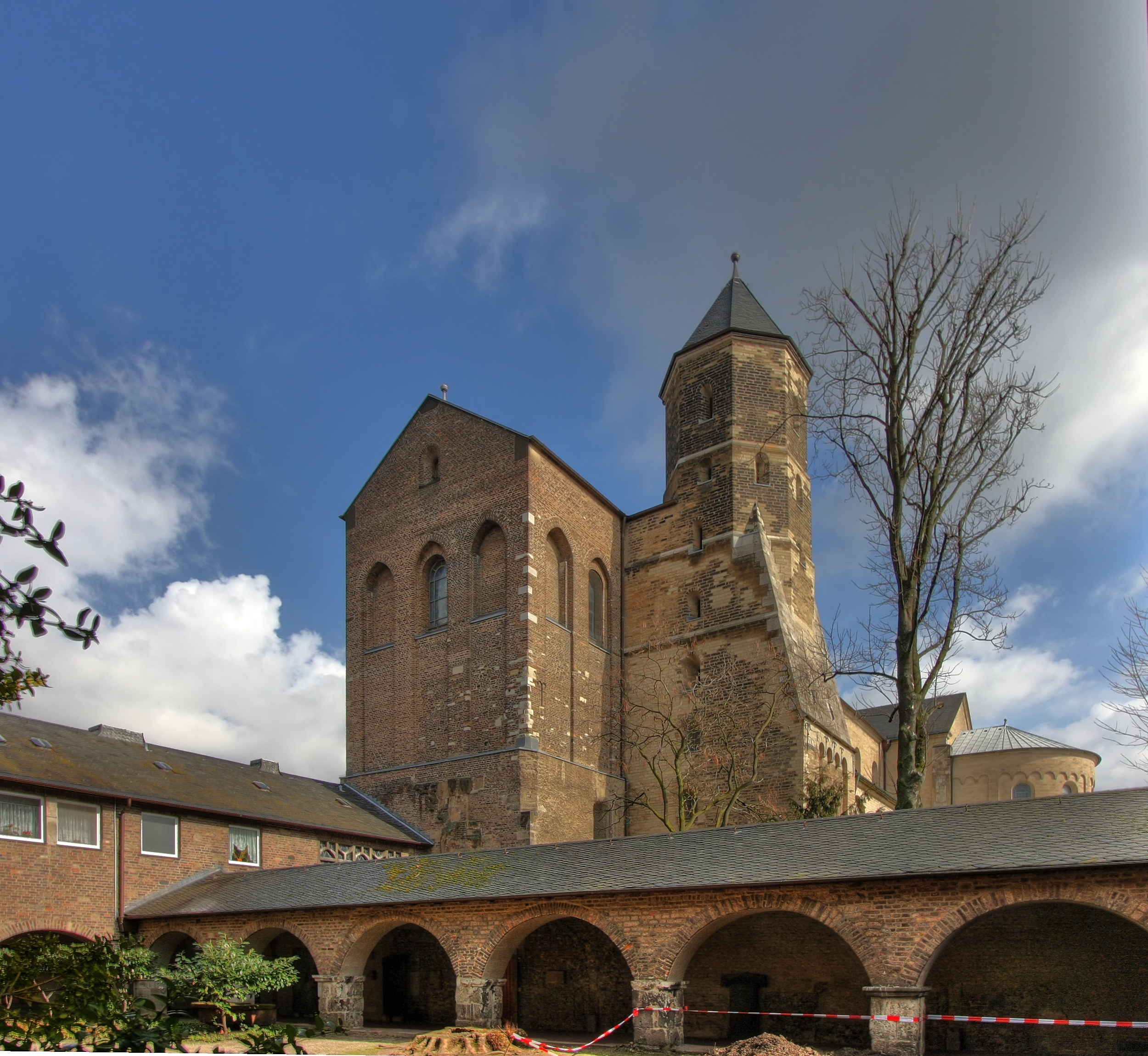
Церковь Святой Марии Капитолийской в Кёльне
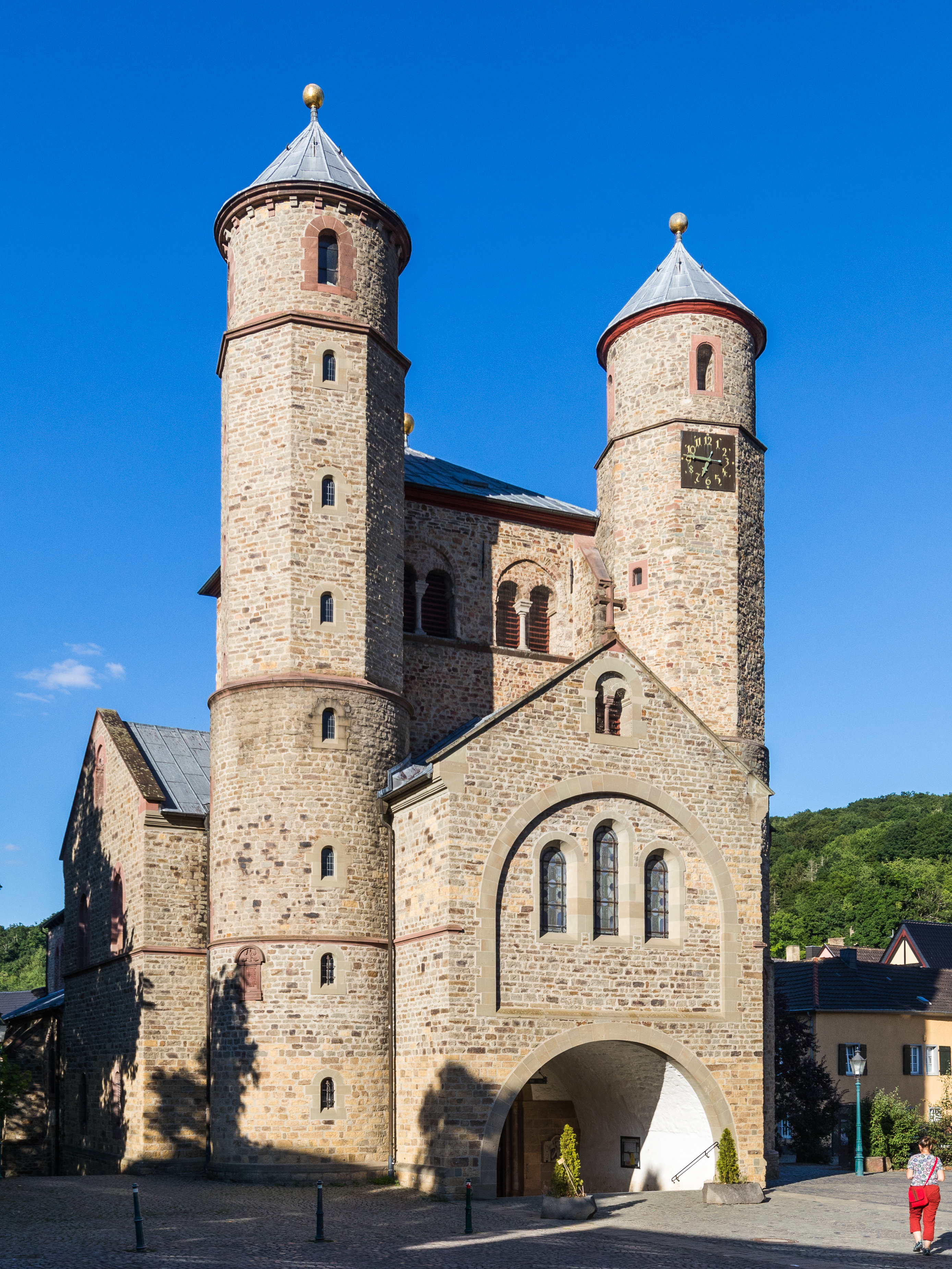
Церковь Святых Хрисанфа и Дарьи в Бад-Мюнстерайфеле
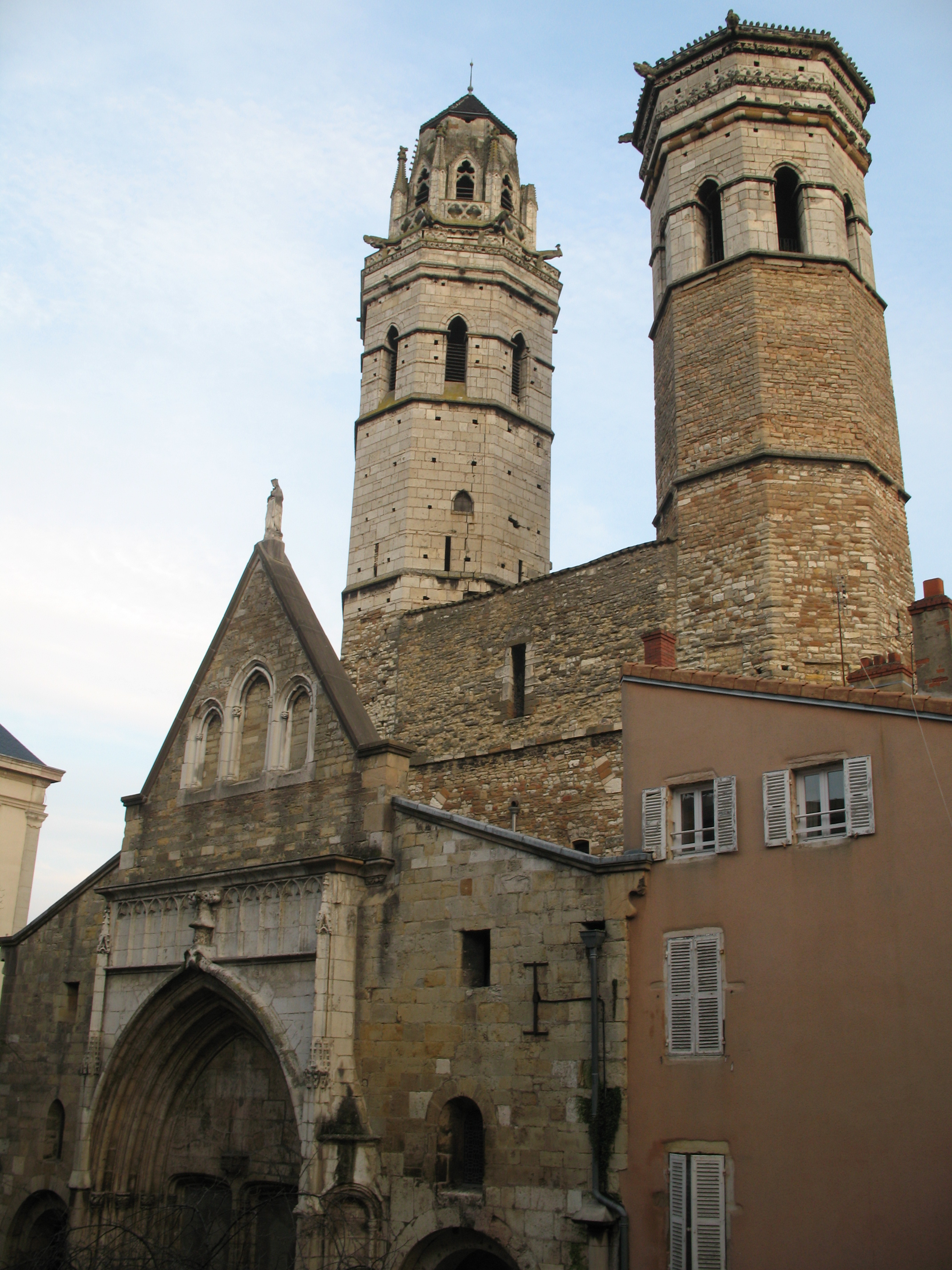
Кафедральный собор в Маконе
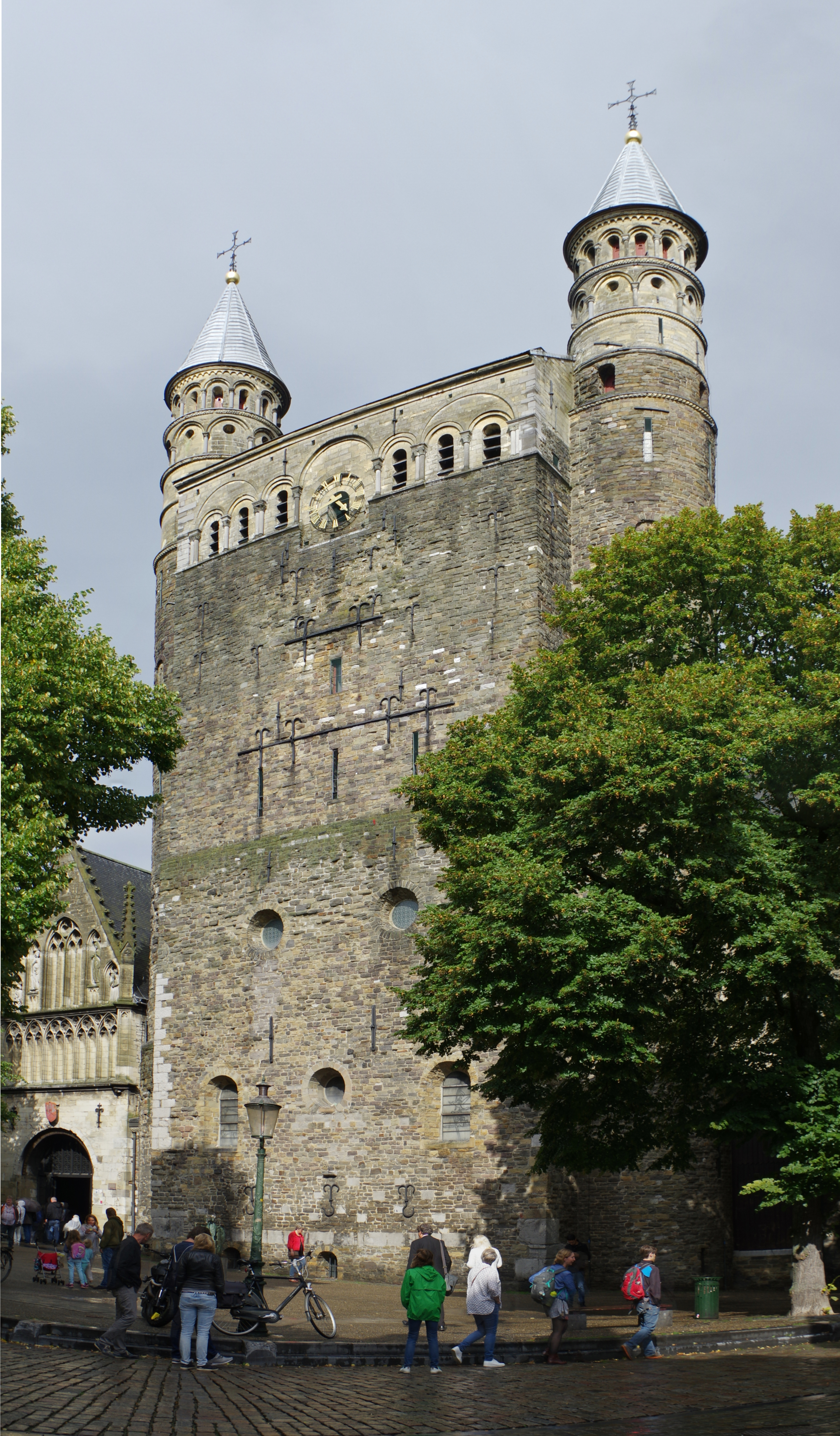
Базилика Девы Марии в Маастрихте
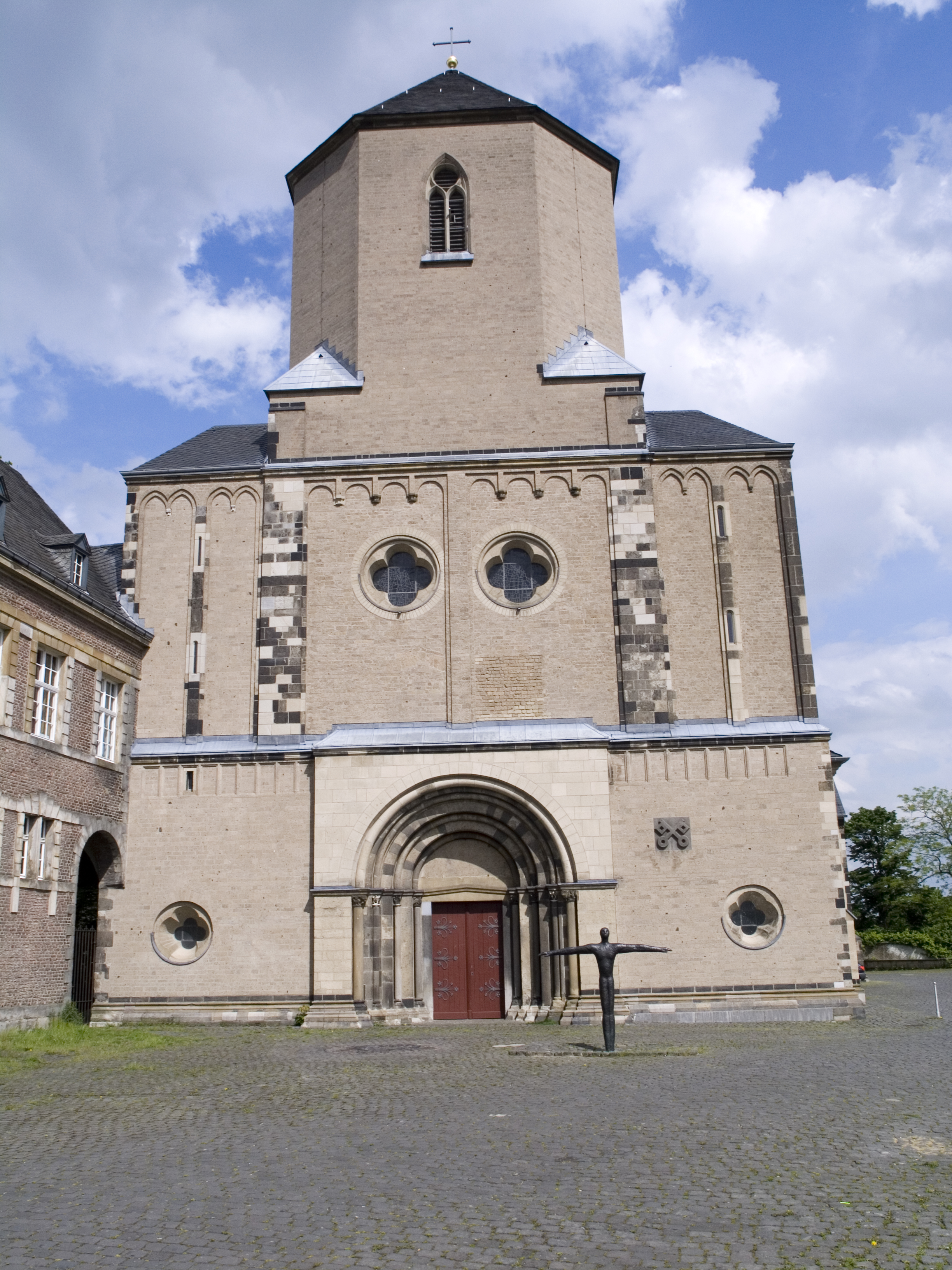
Базилика Святого Вита в Мёнхенгладбахе